# Червено и черно
„Червено и черно“ (на френски: Le Rouge et le Noir) е роман от Стендал, публикуван през 1830 г. във Франция.. Съществуват много интерпретации за избора на заглавието с тези цветове, но няма единно становище по въпроса. Това е вторият роман, написан от Стендал.
В него се описват опитите на младия провинциален човек да се издигне отвъд скромното си възпитание чрез комбинация от талант, упорита работа, измама и лицемерие.
Пълното заглавие на романа „Le Rouge et le Noir: Chronique du XIXe siècle“ („Червено и черно: Хроника на 19 век“) показва своята двойна литературна цел. Едновременно се изгражда плътен психологически портрет на романтическия герой Жулиен Сорел и сатира на френския социален ред при Реставрацията на Бурбоните (1814 – 1830 г.).

## Заглавие
Съвсем ясно е че при избора си на заглавие, Стендал разчита на популярната по негово време романтическа традиция и използва цветовете, за да изрази някакъв вид контраст. Изследователите на творбата имат разнопосочни мнения за това какво точно обозначава името. В литературната история съществуват няколко хипотези като една от най-непопулярните, но доста вероятна гласи, че „Червено и черно“ е заглавие дадено от автора, нямащо много общо със съдържанието, а по-скоро със събитие съпътстващо излизането на романа. Такъв тип заглавие например получава пиесата на Шекспир „Дванайсета нощ“, която е поставена за пръв път през дванайсетия ден от празниците по случай Рождество Христово. Единственото сигурно в случая е че Стендал не е обсъждал с никого смисъла на заглавието и тази хипотеза, макар и вероятна, остава недоказана.
Според свидетелството на биографа на Стендал – Ромен Коломб „ръкописът на романа дълго време е бил озаглавен „Жюлиен“, докато една сутрин, към края на написването му, писателят изведнъж прекъснал разговора с него, станал и променил заглавието, промълвявайки сякаш на себе си, че романът трябва да се преименува на „Червено и черно“. Според самия Коломб названието е продиктувано от тогавашната мода на странни заглавия, отговарящи на романтическия вкус.“
Една от най-ранните хипотези е на Емил Д. Форг, който смята, че двата цвята обуславят двете жизнени съдби на героя. Едната е реалната обвързана с черното, символ на черната мантия на свещеника, т.е. кариерата на духовник, която е единствената възможна за дърводелския син Жулиен. Другата е въображаемата, обвързана с червеното, цветът на военния мундир по времето на Наполеон, за който героят мечтае.  Като цяло това е доста разпространена теория, с която се обвързват дори и филмовите адаптации. Френската телевизионна продукция „Le rouge et le noir“ от 1997 година, изобразява Жюлиен Сорел облечен във френски военен мундир в червен цвят. Странното тук е, че, както отбелязва и Борис Рейзов, „нито Наполеон, нито революционната армия са носили червени мундири, нито са имали червени знамена. Цветът на Наполеон е бил не червеният, а зеленият, а армията е била облечена в сини мундири“.
Друга хипотеза е тази, че цветовете кореспондират с епохите, които представляват. Червеното е символ на военните походи и времето на Наполеон, а черното с времето на Реставрацията и лицемерното живеене на буржоазия и аристокрация.
Борис Рейзов предлага и своя хипотеза. Според нея цветовата концепция е вдъхновена от някои сцени в творбата. Мариана Нинова посочва тези две сцени. „В първата сцена в началото на романа светената вода във Вериерската църква, обагрена от слънчевите лъчи, изглежда на Жюлиен като кръв. Тази сцена пророчески се съчетавала с втората сцена в средата на романа с черния цвят на траурното облекло на Матилда, облечено по повод годишнината от гибелта на нейния прадядо Бонифаций Дьо Мол, гилотиниран в Париж. В края на романа символиката на двата цвята, закодирана в двете „пророчески“ сцени, се разбулвала и пророчеството се сбъдва. Матилда облечена в траур, носи главата на екзекутирания Жюлиен, за да я погребе на планината Юра.“

## Сюжет
Внимание:  Текстът по-долу разкрива сюжета на произведението (или части от него)!
Книгата е за живота и страстите на един интелигентен и амбициозен млад мъж, Жюлиен Сорел, който се опитва да се издигне над средата си и да успее с комбинация от усилена работа, талант и интриги. Книгата е съставена от две части, в първата той е в провинцията при семейство Ренал, а във втората вече в Париж в стремежа си да се издигне в обществото.
„Червено и черно“ е определян и като билдунгсроман, в който младият, интелигентен и амбициозен главен герой Жулиен Сорел се сблъсква с множество изпитания по пътя към висшето общество. Той идва от бедно семейство и не разбира много от устройството на света, който възнамерява да завладее. Носи много романтични илюзии, но става предимно пионка в политическите машинации на безмилостни и влиятелни хора около него. Приключенията на героя сатиризират френското общество от началото на 19 век и обвиняват аристокрацията и католическото духовенство в лицемерие и прекомерен материализъм, предсказвайки предстоящите радикални промени, които ще ги свалят от водещата им роля.
Епиграфът на първия том се приписва на Жорж Дантон и гласи „Истината, горчивата истина“, но като повечето от главните епиграфи той всъщност е измислен. Първата глава от всеки том повтаря заглавието „Червено и черно“ и подзаглавието „Хроника на 1830“. В началото на историята Жулиен Сорел отбелязва, че при Реставрацията на Бурбон не е възможно човек от плебейската социална класа да се отличи в армията (както би могъл да направи по времето на Наполеон), следователно само кариерата в Църквата предлага социално развитие и слава и тя е единственият шанс, който той има, за да се изкачи по социалната стълбица.

### Първа част
Първата част представя главния герой Жулиен Сорел, амбициозен син на дърводелец от френското село Вериер в областта Франш Конте. Той предпочита да чете и да си представя за славните дни на дългогодишната война на Наполеон пред това да се занимава с работата на баща си и братята си, които често го бият заради неразбираемата му любов към книгите. Скоро Жулиен става помощник на местния католически прелат, който по-късно му осигурява работа като домашен учител на децата на кмета на Вериер г-н Дьо Ренал. Макар че изглежда като благочестив и строг духовник, Жулиен не се интересува от Библията отвъд литературната ѝ стойност и наизустява цели пасажи на латински, за да впечатли важни хора.
Той влиза в любовна афера със съпругата на господин Дьо Ренал. Връзката на двамата е разкрира от камериерката Елиза, която също е влюбена в Жулиен. Абатът заповядва на Жулиен да замине в семинарията в Безансон. Младият мъж скоро осъзнава, че това място е интелектуално задушаващо и пропито с множество социални кръгове, гонещи определени интереси. Първоначално Сорел печели на своя страна абат Пирар, който обиква Жулиен и става негов отявлен защитник. По-късно Пирар (янсенист) напуска семинарията, но се страхува от реакцията срещу протежето си и препоръчва младежът на дипломата маркиз Дьо ла Мол като негов частен секретар.

### Втора част
Действието във втората част се развива в годините, довели до юлската революция от 1830 г. През това време Жулиен Сорел живее в Париж като служител на семейство Дьо ла Мол. Въпреки че се движи в кръговете на високото общество и ежедневно доказва интелектуалните си таланти, семейството и обкръжението им не спират да му се присмиват заради плебейския произход. Междувременно Жулиен става наясно с материализма и лицемерието, които проникват в парижкия елит както и че контрареволюционният темперамент на времето прави невъзможно дори за най-добрите мъже със силно изразени интелектуални способности и чувствителност да участват в обществените дела на нацията.
Маркиз дьо ла Мол отвежда Жулиен на тайна среща, след което го изпраща на опасна мисия в Англия. Жулиен е разумно разсеян от неудовлетворителна любовна афера и научава посланието без да разбере политическото му значение като легитимен заговор. Неочаквано рискува живота си в служба на монархистите, към чиито възгледи се съпротивопоставя най-активно дотогава.
Междувременно скучаещата дъщеря на маркиза Матилда дьо ла Мол е раздвоена емоционално между романтичното си привличане към Жулиен, заради неговите възхитителни лични и интелектуални качества, и социалното си отвращение от това, че самата тя си позволява да интимничи с мъж от по-ниска класа. От своя страна Жулиен я намира за непривлекателна, но интересът му е разпален от вниманието и от възхищението, с които другите я даряват. Два пъти тя го съблазнява и отхвърля, оставяйки го в отчаяние, докато се оказва искрено влюбена в него.
След като маркизът научава за романтичната връзка на Жулиен с Матилда, се разгневява, но се съгласява да даде на двамата млади доход и аристократична титла. Планът обаче се променя след като получава писмо от предишния работодател на Жулиен, абатът от Вериер, който предупреждава Дьо ла Мол, че Сорел е амбициозен мъж, който кара уязвими жени да се влюбват в него, за да се добере до социални облаги.
Разгневен от обстоятелствата, Жулиен заминава за Вериер, където застрелва мадам Дьо Ренал по време на църковно шествие. Тя оцелява, а той е затворен и осъден на смърт. Матилда се опитва да го спаси, като подкупва местни чиновници, а мадам Дьо Ренал, все още влюбена в Жулиен, отказва да свидетелства и моли за освобождаването му. Въпреки това, заедно с усилията на свещениците, които се грижат за него от ранното му детство, Жулиен Сорел е осъден на смърт, защото силно предубеденото общество на Франция не желае да приюти човек от социалните низини с по-големи интелект и чувствителност.

## Критика
Според Андре Жид „Червено и черно“ е роман, изпреварил своето време – предназначен за читателите през 20. век. Във времето на Стендал романите в проза включват диалог и повествование на всезнаещ разказвач. Неговият голям принос в литературната техника въвежда психологическите усещания (чувствата, мислите, вътрешните монолози) на героите. Така Стендал е смятан за създател на психологическия роман.

## Преводи
„Червено и черно“ (1830) е преведен за първи път на английски език чак през 1900 г. Най-известният превод е от Чарлз Кенет Скот-Монкрийф (1926), който както и другите му преводи се характеризира с „фини, духовни представи, които не са съвсем точни по незначителни смислени точки“. Версията на Робърт М. Адамс за серията „Сериозни издания“ на Нортън също е високо оценена. Тя е по-разговорна. Изданието му включва информативен раздел за източници и извадки от критически изследвания.“. Преводът на Адамс е подобрен в сравнение с този на Монкрийф, но съдържа и много неточности. Преводът на Бъртън Рафъл от 2006 г. за модерната библиотека получава положителни отзиви като Salon.com казва: „Вълнуващият нов превод на Бъртън Рафъл на „Червено и черно“ върна с трясък Стендал в 21. век.“
През 1978 г. книгата е преведена на български от поета и преводач Атанас Далчев.

## Имплицитен читател
Германският теоретик Волфганг Изер за пръв път употребява понятието имплицитен читател. В изследването си той не обхваща конкретен персонаж от литературното произведение, а по-скоро откроява гледната точка на всеки читател, съдържаща се в произведението. Това е по-скоро критическо построение хващащо елементите на произведението, които управляват читателското възприятие. Към имплицитния читател можем да отнесем и отклоненията на автора, който изразява свои оценки и позиции или избира персонаж, чрез когото да изрази своите мисли. Това е тенденция, която обуславя съграждането на по-гъвкави гледни точки.
Оказва се, че Стендал е един от авторите, позволяващ присъствието на имплицитен читател в текстовете си. Конкретно в „Червено и черно“ той се отклонява на няколко пъти от сюжетната линия, за да опише някои от проблемите за автора-реалист и за рецепцията на реалистичните текстове.
„Романът е огледало, с което вървите по широкия път. То ви отразява ту синевата на небето, ту калта от локвите по пътя. Ще обвините ли вие в безнравственост човека, който носи огледалото? Неговото огледало отразява калта, а вие обвинявате огледалото. Обвинете по-скоро широкия друм, дето е локвата, а още по-добре надзирателя на пътищата, който оставя да се застоява водата и да се събират локви“, пише Стендал, синтезирайки разбирането си за предназначението на литературата. Неговото повествование се разгръща между полюсите на романтичните стремежи на героите и скептицизма на историческия опит. Той е един от авторите, който вярва, че литературата трябва да изразява действителността абсолютно конкретно и точно затова коментарите му върху нея са отделени от фикционалните герои.

## Филмови адаптации
„Der geheime Kurier“ („Тайният куриер“) е германски ням филм от 1928 г. на Дженаро Ригели с участието на Иван Мосюкин, Лил Даговър и Валерия Бланка.
„II Corriere del re“ е черно-бяла италианска филмова адаптация от 1947 г. на режисьора Дженаро Ригели. Главните роли изпълняват Росано Брадзи, Валентина Кортесе и Ирасема Дилиан.
Друга филмова адаптация на романа излиза през 1954 г., режисирана от Клод Антоан-Лара. Той работи със звездите Жерар Филип, Антонела Лудъл и Даниел Дарийо. Филмът печели наградата за най-добър филм на годината и наградата на френския синдикат на кинокритиците.
„Le Rouge et le Noir“ е френски филм от 1961 г., режисиран от Пиер Кардинал с Робер Ечевери, Мишлин Прел, Мари Лафоре и Жан-Роже Козимон.
Телевизионният сериал BBC TV в пет епизода „Scarlet and Black“ излиза на малкия екран през 1965 г. като главните роли са поверени на Джон Страйд, Джун Тобин и Карин Фернал.
„Красное и черное“ е режисьорска филмова версия в Съветския съюз от 1976 г., режисирана от Сергей Герасимов с Николай Йерименко младши, Наталия Бондарчук и Наталия Белохвостикова.
„The Scarlet and the Black“ е филм от 1983 г. с участието на Грегъри Пек и Кристофър Плъмър. Продукцията не трябва да се бърка с британската телевизионна миниатюра „Scarlet and Black“, в която главните роли се изпълняват от Юън Макгрегър и Рейчъл Уайз. Основавайки се на книгата на Дж. П. Галахър „The Scarlet Pimpernel of the Vatican“ (публикувана през 1967 г.), филмът разказва историята на монсиньор Хю О'Флахърти, католически свещеник, роден в Ирландия, който спасява хиляди евреи. Тази свободна адаптация е режисирана от Джери Лондон. Заглавието „The Scarlet and the Black“ тук е явна отправна точка към черното расо на монсиньорите и червеното наметало на епископите в Римокатолическата църква, както и до доминиращите цветове на нацистката партия. Връзката с книгата на Стендал тук е по-скоро свободна, а историята само се базира на основаната идея на автора.
Друг телевизионен минисериал на BBC, озаглавен „Scarlet and Black“, се излъчва за пръв път през 1993 г. с участието на Юън Макгрегър в ролята на Жулиен Сорел и Рейчъл Уайз в ролята на Матилда. Сериалът е адаптиран от Стивън Лоу по романа „Червено и черно“ (1830 г.). Сериалът има амбицията да твърди, че е вярна и точна адаптация на класическия роман. Съкратен в четири епизода, като времетраенето на всеки е 50 минути. Забележително допълнение към заговора е фигурата на Наполеон, която главният герой Жулиен Сорел придвижва по време на основните повратни точки на историята. Наполеон е фигурата, изразяваща амбицията на Жулиен в сериала, той се сравнява с френския герой, съставяйки мнение за себе си като изключителен човек.
Филмовата версия на романа „Червено и черно“, направена за телевизия, за пръв път се излъчва през 1997 г. от Кох Лорбър Филмс с участието на Ким Роси Стюарт, Карол Буке и Жудит Годреш. Режисьор на филма е Жан-Даниел Ферхеге. Тази версия е достъпна на DVD.